# شورین (براندنبورگ)
شورین (به آلمانی: Schwerin) یک شهر در آلمان است که در Schenkenländchen واقع شده‌است. شهر شورین ۶۲۹ نفر جمعیت دارد.